# Villers-Rotin
Villers-Rotin är en kommun i departementet Côte-d'Or i regionen Bourgogne-Franche-Comté i östra Frankrike. Kommunen ligger i kantonen Auxonne som tillhör arrondissementet Dijon. År 2022 hade Villers-Rotin 124 invånare.

## Befolkningsutveckling
Antalet invånare i kommunen Villers-Rotin
Referens:INSEE